# Fidesz – Magyar Polgári Szövetség
A Fidesz – Magyar Polgári Szövetség (rövidített nevén Fidesz vagy Fidesz–MPSZ) jobboldali populista, euroszkeptikus, nemzeti konzervatív párt. A 2010-es évek végétől a radikális és szélsőjobboldali csoportba is kategorizálják. Ifjúsági szervezete a Fidelitas. 2010 óta Magyarország vezető kormánypártja, szövetségben a Kereszténydemokrata Néppárttal. Elnöke Orbán Viktor.
Fiatal Demokraták Szövetsége néven 1988-ban alakult liberális aktivista mozgalomként, amely szembeszállt a kormányzó marxista–leninista kormánnyal. 1990-ben jegyezték be politikai pártként, amelynek vezetője Orbán volt. Az 1990-es parlamenti választást követően bekerült az Országgyűlésbe; azonban az 1994-es választások után két mandátumot vesztett. A választásokat követően liberális konzervativizmust fogadott el, aminek következtében a liberális tagok kiléptek és csatlakoztak a Szabad Demokraták Szövetségéhez (SZDSZ). Ezután igyekezett kapcsolatot kialakítani más konzervatív pártokkal, és az 1998-as választások után jobbközép kormányt alakított. A 2000-es évek elején átvette a nacionalizmust, de népszerűsége kissé visszaesett a korrupciós botrányok miatt. 2002 és 2010 között ellenzékben volt, közben 2006-ban koalíciót kötött a Kereszténydemokrata Néppárttal (KDNP).
A 2006-os őszödi beszéd után (amit tömegtüntetések követtek) helyreállt a népszerűsége, aminek köszönhetően a Fidesz szupertöbbséget szerzett a 2010-es választásokon. Miután visszatért Magyarország kormányzásához, nemzeti konzervatív politikát folytatott, és tovább tolódott jobbra. Az Európai Unióval szemben is kritikusabbá vált és a pártot euroszkeptikusnak minősítették. 2011-ben elfogadtatták a parlamentben az új magyar alkotmányt, amely 2012-ben lépett hatályba, de ez a Fidesz hatalmának megszilárdítása miatt éles kritikát váltott ki.  Kétharmados parlamenti többsége a 2014-es választás után is megmaradt, és a 2015-ös migránsválság eszkalálódását követően jobboldali populista és bevándorlóellenes retorikába kezdett. A megalakulása óta drasztikusan megváltozott a politikai pozíciója, a Fidesz mára jobb- és szélsőjobboldal közötti pártként helyezkedik el a közéleti palettán. Politológusok illiberálisnak vagy autokratának minősítették a párt kormányzását, míg Orbán pedig "keresztény illiberális demokráciának" jellemezte a kormánymodelljüket. 2022-ben az Európai Parlament a demokrácia visszaesése nyomán választási autokráciának minősítette a párt uralma alatt álló országot. 2021-ben kilépett a jobbközép Európai Néppártból, majd 2024-ben az EP-ben a radikális jobb  –szélsőjobboldali Patrióták Európáért nevű képviselőcsoporthoz csatlakozott.

## Története

### Fiatal Demokraták Szövetsége (1988–1995)
A pártot a Kádár-rendszerrel elégedetlen, abban szocializálódott és többségében valamilyen közéleti, politikai szerepet is vállaló személy alapította. Az új politikai szervezetet 37 radikális reformer, főiskolás-egyetemista fiatal hozta létre, az 1980-as évek végén.
A csoport magja az ELTE jogi karának egy ún. szakkollégiuma volt, melyet az egyetem fiatalabb, szabadabb légkörre váró oktatói hoztak létre, némileg az egykori NÉKOSZ-ra emlékeztető módon. Az intézmény a politikai gondolkodó Bibó István nevét vette fel.
A fiatalok nagyobb szabadságra vágytak, így a kollégiumban szabadegyetemi jelleggel hallgattak kurzusokat, találkozókon vettek részt (ezek közül kiemelkedik az 1985-ös szarvasi tanácskozás). Végül úgy határoztak, hogy létre kell hozniuk egy szervezetet, amely az akkor egyeduralkodó KISZ ellensúlya lehet.
A szervezet megalakulására némi vitákat, egyeztetéseket követően 1988. március 30-án került sor a kollégium Ménesi úti épületének alagsorában. A név szintén vita tárgya volt, végül a Fiatal Demokraták Szövetsége (Fidesz)-titulusban állapodtak meg. Az alapítók különböző főiskolákról-egyetemekről érkező fiatalok voltak, de a társaság központi magját a „bibósok” alkották. Később ők vették át a vezető szerepet.
Elnöki poszt éveken át nem volt. Az elnöki teendőket eleinte egy hattagú szóvivői testület látta el.
A hatóságok folyamatosan akadályozták a működésüket, jogi úton is megpróbálták őket ellehetetleníteni, de sikertelenül. A szövetség tagsága folyamatosan növekedett. A vezetők közül kiemelkedett a radikálisabb Kövér László, aki pár évvel korábban diplomázott az egyetemen, a nála néhány évvel fiatalabb, szintén jogász Orbán Viktor, illetve a liberálisabb nézeteket valló Fodor Gábor. Mind a hárman, ahogy az alapítók többsége is - kollégisták lévén - vidéki származásúak voltak, Kövér Pápán, Orbán Székesfehérváron, Fodor pedig Gyöngyösön született. Alapító társuk volt még a szintén „bibós” Áder János és Szájer József, valamint a közíró Bayer Zsolt is.
1988-tól az első szabad választásokig a magát „liberális, radikális és alternatív” erőként meghatározó generációs szövetség elképzeléseit olyan, a társadalmat megmozgató tüntetéseken ismertette, mint a Nagy Imréről megemlékező június 16-i, vagy az 1989. március 15-i megmozdulás, illetve a Bős-Nagymarosi vízlépcső elleni tiltakozások, emellett állást foglaltak a romániai falurombolás, illetve a kínai, Tienanmen téri események ellen. Az első esetben a rendőrség erőszakosan lépett fel. Több szervezőt, felszólalót is inzultáltak, többek közt Orbán Viktort, Mécs Imrét és Tamás Gáspár Miklóst.
Akadt tehát dolguk a rendőrséggel és a bíróságon is, de a rendszer az ellenkező hatást érte el vele: a szervezet országszerte is egyre jelentősebbé vált, később párttá is alakultak. A Fidesz hármas önmeghatározása a jogállamiság, a parlamentáris demokrácia, a korrupciómentes politika, és a kulturális sokszínűség (pluralizmus) képviseletét jelentette.
A rendszerváltás fontos eseménye volt az úgynevezett Ellenzéki Kerekasztal tárgyalások, ahol a Fideszt két állandó résztvevő és egy helyettes képviselte, méghozzá Orbán Viktor, Kövér László és Fodor Gábor.
1990-ben, az első szabad választáson a Fidesz átlépte a parlamentbe jutáshoz szükséges küszöböt, így képviselői bejutottak az Országgyűlésbe, és 22 fős frakciót alkotva parlamenti pártként folytatta tevékenységét. 1992-ben a pártot felvették a Liberális Internacionáléba.
Orbán Viktor és Kövér László kezdeményezésére a párt 1992-től – belső vitákat kiváltva – a konzervativizmus és a jobboldaliság felé fordult, működését centralizálta; az újonnan létrehozott elnöki pozícióba 1993-ban Orbán Viktort választotta a párt kongresszusa. Mindez a Fidesz liberális jellegének megőrzését szorgalmazó Fodor Gábor és társainak kiszorulását is jelentette. 1993-ban a párt e csoportja – Fodor Gábor vezetésével – kilépett a Fideszből, az országgyűlési képviselői mandátummal tagjai egyúttal lemondtak a párt listáján szerzett parlamenti mandátumukról. (A kilépőket a tagságból több mint kétszázan követték. Fodor és társai közül néhányan a következő választáson az SZDSZ színeiben jutottak ismét a parlamentbe.)

### Fidesz – Magyar Polgári Párt (1995–2003)

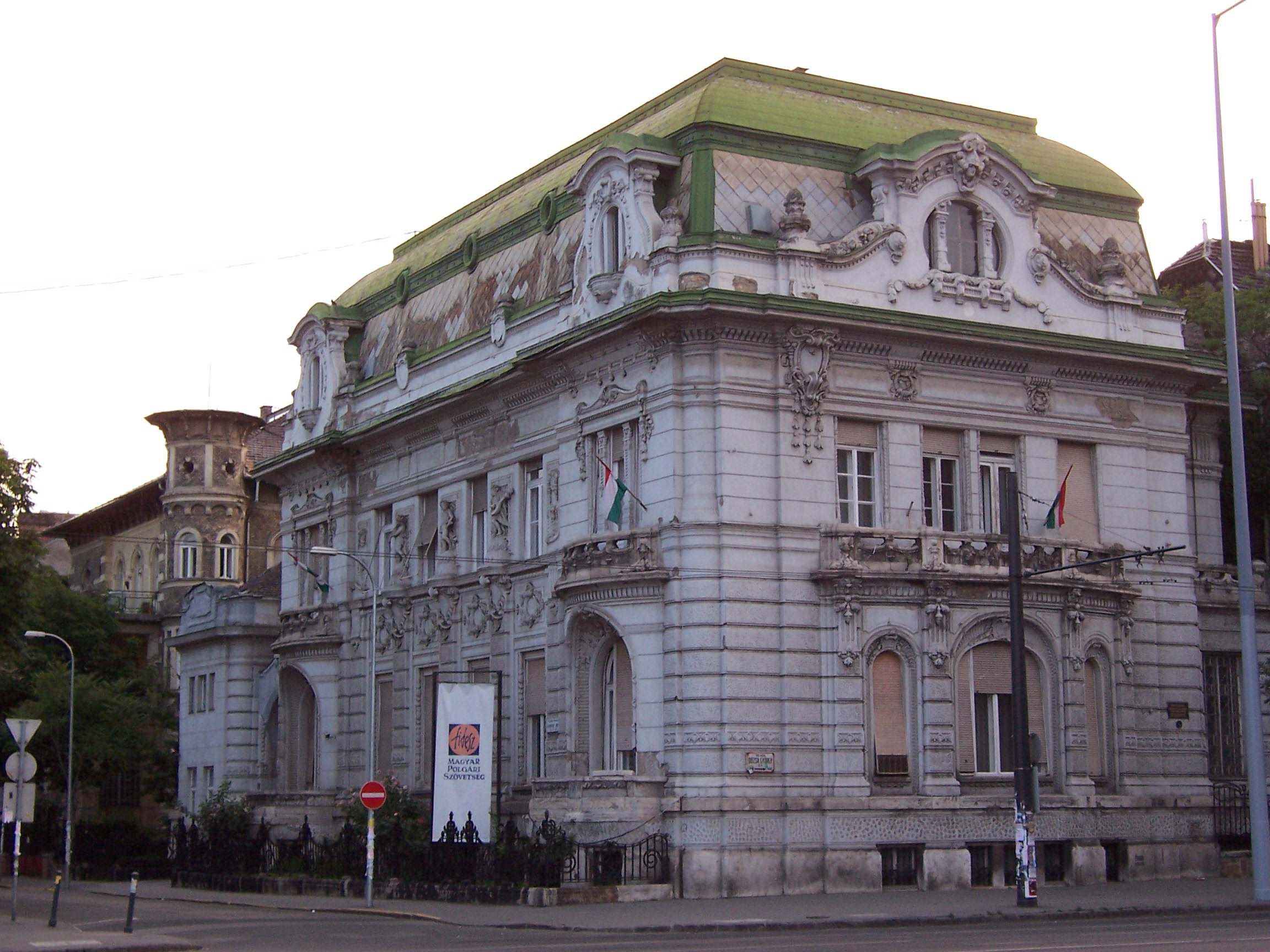
A Fidesz Lendvay utcai székháza

A párt jobbra tolódott, és bár az MDF-kormány ellenzékeként óriási népszerűségnövekedést könyvelhetett el a parlamenti ciklus alatt, az 1994-es választáson csak 7,01%-os eredményt ért el. 1995-ben felvette a Fidesz – Magyar Polgári Párt nevet, és részben átvette a választáson komoly vereséget szenvedett Magyar Demokrata Fórum (MDF) helyét a politikai palettán.
1998-ban kormányra került az MDF-fel és a Független Kisgazda-, Földmunkás- és Polgári Párttal koalícióban. A miniszterelnök Orbán Viktor lett.
2000 novemberében az Európai Néppárt tagja lett és egyidejűleg kilépett a Liberális Internacionáléból. 2000 decemberében az Európai Demokrata Unió tagjává vált.
A párt a 2002-es választáson az MDF-fel szövetségben, közös pártlistával indult. A Fidesz-MDF szövetség, bár képviselőcsoportjai együttes létszámát 165-ről 188-ra növelte, ellenzékbe került. Az MDF-nek a közös listán parlamentbe jutott tagjai önálló országgyűlési frakciót alakítottak, melynek nagyobbik része a ciklus közben Lakitelek Munkacsoport néven kivált az MDF-ből és Nemzeti Fórum szervezetet megalkotva a Fidesz frakciójához csatlakozott.
A 2002. évi választási vereség utáni XV., rendkívüli, nem tisztújító kongresszus három ponton módosította a Fidesz alapszabályát. A változtatás értelmében a párt miniszterelnöke megbízatásának lejárta után négy évig automatikusan teljes jogú tagja a párt elnökségének.
2002. július 3-án lemondott Pokorni Zoltán, a Fidesz elnöke, parlamenti frakcióvezetője, mert tudomást szerzett édesapja állambiztonsági múltjáról. A párt vezetését attól kezdve Áder János ügyvezető alelnök látta el egészen 2003. május 17-ig.
A választási vereséget követően Orbán Viktor őszig a háttérben maradt. A 2002. októberi önkormányzati választási vereség széleskörű mozgósításra és a pártirányítás szerkezetének átalakítására ösztönözte. Figyelmét egy konzervatív tömegmozgalom, a polgári körök létrehozására fordította Hende Csaba operatív irányításával.

### Fidesz – Magyar Polgári Szövetség (2003– )

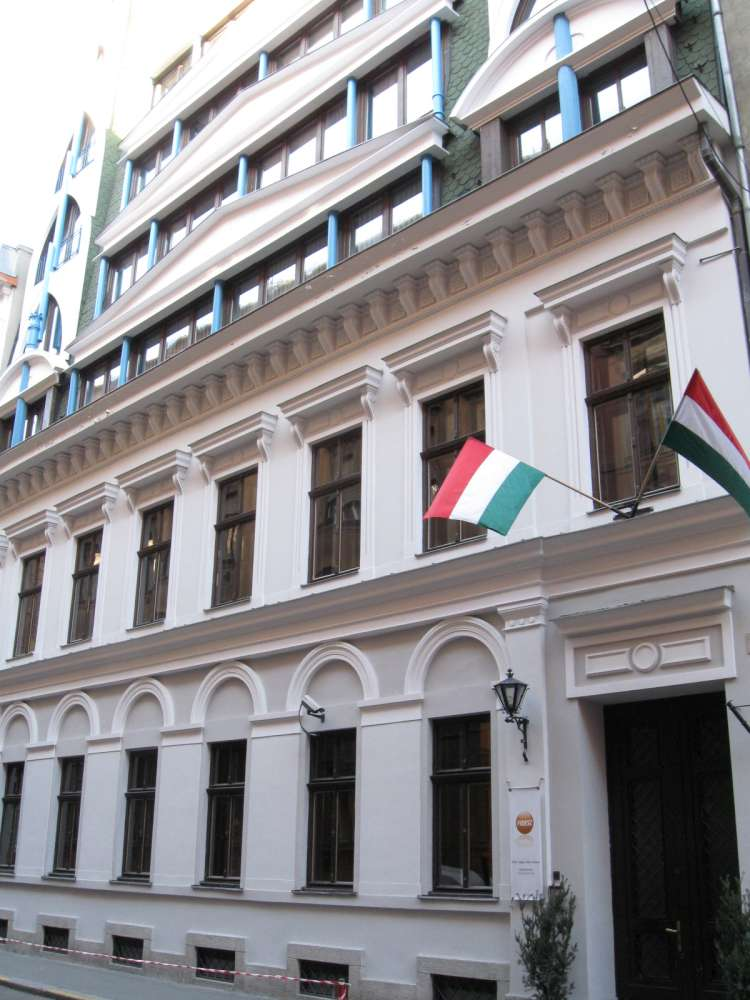
A Fidesz székháza 2003-tól 2011-ig (Budapest, VIII. ker., Szentkirályi u. 18.)

2003-ban a párt más konzervatív–jobboldali pártok és szervezetek bevonásával szövetséggé alakult, és nevét Fidesz – Magyar Polgári Szövetségre változtatta. A szövetség új alapszabálya tovább központosította a párt működését, minden személyi döntést a mindenkori elnök kezébe adva. A pártkongresszuson ismét Orbán Viktort választották elnökké.
A párt a jóléti ígéretekkel, a választókat közvetlenül megszólító akciókkal (nemzeti petíció (2004), nemzeti konzultáció (2005), illetve a korábban a baloldalhoz kötődő közszereplők megnyerésével (Pozsgay Imre, Szűrös Mátyás) igyekezett bővíteni bázisát.
A Fidesz 2004-ben támogatta a Munkáspárt és a Magyarok Világszövetsége eredménytelenül zárult népszavazási kezdeményezését a kettős állampolgárságról és a kórház-privatizációról.
A 2006-os országgyűlési választáson a Kereszténydemokrata Néppárttal (KDNP) közös pártlistán indult. A szövetség ugyanannyi (164) parlamenti mandátumot szerzett, mint 2002-ben a Fidesz az MDF nélkül. 2006. május 4-én az önálló frakciót alakító KDNP-vel a párt „Magyar Szolidaritás Szövetsége” néven frakciószövetséget hozott létre, melynek elnökévé Orbán Viktort, társelnökévé Semjén Zsoltot, a KDNP elnökét választották. (A Fidesz frakciója 141, a KDNP-é 23, a frakciószövetség együttesen 164 tagot számlált.)
Az őszödi beszéd nyilvánosságra kerülése után, 2006. október 9-én Navracsics Tibor és Semjén Zsolt bejelentette, hogy a Fidesz és a KDNP frakció minden alkalommal kivonul az ülésteremből, ha Gyurcsány Ferenc napirend előtt felszólal az Országgyűlésben. Ilyenkor csak a frakcióvezetők képviselik a két képviselőcsoportot. 2008 tavaszán a párt kezdeményezésére népszavazást tartottak Magyarországon a vizitdíj, a tandíj és a kórházi napidíj kérdéséről. Mindhárom díj esetében az érvényesen szavazók több mint 80%-a támogatta annak eltörlését. A Fidesz értelmezése szerint az emberek a népszavazáson a kormányról is ítéletet mondtak, ezért a párt előrehozott választást sürgetett. A 2009-ben bekövetkezett miniszterelnök-váltás során és azt követően is fenntartották álláspontjukat, és világossá tették, hogy nem támogatják az MSZP által életre hívott Bajnai-kormány válságkezelő munkáját. Az ez évi európai parlamenti választáson a szavazatok 56,36%-át nyerte el a Fidesz–KDNP.

### 2010-től
A 2010-es országgyűlési választáson a Fidesz–KDNP pártszövetség a szavazatok 52,73 százalékával 263 parlamenti mandátumot, ezzel kétharmados többséget szerzett, ismét Orbán Viktor alakított kormányt. A párt parlamenti frakcióvezetőjének tisztségében Navracsics Tibort Lázár János hódmezővásárhelyi polgármester váltotta fel. 2010 júniusában a párt európai parlamenti képviselőjét, Schmitt Pált választotta köztársasági elnökké az új parlament a Fidesz által 2005-ben támogatott Sólyom László helyett. Ebben a parlamenti ciklusban a párt, a hatalmas parlamenti erővel a háta mögött, élt egy új alkotmány megalkotásának lehetőségével és számos kritika és az ellenzék bojkottja ellenére létrehozta Magyarország új alaptörvényét, amelyet Schmitt Pál köztársasági elnök 2011. április 25-én írt alá. 2012-ben Schmitt Pált Áder János követte a köztársasági elnöki székben.
A 2014-es országgyűlési választás megint a Fidesz-KDNP pártszövetség győzelmét hozta, egyúttal ismételten kétharmados többséget szerzett. Ezzel Wekerle Sándor és Nagy Imre mellett Orbán Viktor lett a harmadik magyar kormányfő, aki harmadszor is kormányt alakíthatott. A 2014-es európai parlamenti választás és a 2014-es önkormányzati választás szintén a Fidesz-KDNP győzelmét hozta.
2015 nyarán az oroszok által végzett szíriai terrorbombázások hatására, a nagy tömegű szír menekült miatt az európai bevándorlás kérdése bekerült a magyar és a külföldi közéleti viták középpontjába, amelynek kezelésére számos megoldási javaslat merült fel. A Fidesz-KDNP a tavaszi internetadó-tüntetésen reprezentált belső problémák fedésére megkezdte azt az idegenellenes propagandát, ami azóta is jellemzi. Ebben a kontextusban a kormányzat szigorúan csak a migráció és migráns megnevezéseket használja, nem megkülönböztetve a háborús, vagy politikai menekültet a gazdasági bevándorlótól, és az egész jelenséget károsnak állítja be.
A 2017 novemberében tartott tisztújító kongresszuson az elnökségben Novák Katalin került alelnökként, az Európai Számvevőszéknél tisztséget vállaló Pelczné Gáll Ildikó helyére. Orbán Viktort újabb két évre elnökének választotta a párt. A 2018-as országgyűlési választás újból a Fidesz-KDNP pártszövetség győzelmét hozta. A koalíció a Parlamentben ismételten kétharmados többséget szerzett. Orbán Viktor ezzel az első magyar kormányfő, aki negyedszerre is kormányt alakíthatott.
A 2019-es európai parlamenti választáson a szavazatok nem egészen 53%-ával a mandátumok 62%-át (13 helyet) szerezte meg.
Miután az Európai Néppárt pártszövetség kilenc tagpártja kérte a Fidesz kizárását, 2021. március 3-án a Fidesz bejelentette, hogy ki fog lépni a jobbközép szövetségből. 2021. március 18-án Novák Katalin bejelentette, hogy ezt meg is tették. Utána egy ideig függetlenként politizáltak az Európai Unió parlamentjében.
2022. szeptember 22-én Navracsics Tibor bejelentette, hogy átül a KDNP frakciójába, ezzel a KDNP-nek 19 mandátuma lett az országgyűlésben.
2024. június 30-án Orbán Viktor, Andrej Babiš, és Herbert Kickl megalapították a Patrióták Európáért nevű szélsőjobboldali  szövetséget.

## Szervezeti felépítése

### Elnökei
| A Fidesz elnökei | A Fidesz elnökei     | A Fidesz elnökei                                                  | A Fidesz elnökei     | A Fidesz elnökei  | A Fidesz elnökei |
| #                | Kép                  | Név                                                               | Hivatal kezdete      | Hivatal vége      |                  |
| ---------------- | -------------------- | ----------------------------------------------------------------- | -------------------- | ----------------- | ---------------- |
| ―                |                      | kollektív elnökség (szóvivői testület, majd országos választmány) | 1988. március 30.    | 1993. április 18. |                  |
| 1                |                      | Orbán Viktor (1963–)                                              | 1993. április 18.    | 1994. július 9    |                  |
| 1                | 1994. július 9       | Orbán Viktor (1963–)                                              | 1995. április 30.    |                   |                  |
| 1                | 1995. április 30.    | Orbán Viktor (1963–)                                              | 1997. április 20.    |                   |                  |
| 1                | 1997. április 20.    | Orbán Viktor (1963–)                                              | 1999. május 9.       |                   |                  |
| 1                | 1999. május 9.       | Orbán Viktor (1963–)                                              | 2000. január 29.     |                   |                  |
| 2                |                      | Kövér László (1959–)                                              | 2000. január 29.     | 2001. május 6.    |                  |
| 3                |                      | Pokorni Zoltán (1962–)                                            | 2001. május 6.       | 2002. július 3.   |                  |
| ―                |                      | ügyvezető elnök Áder János (1959–)                                | 2002. július 3.      | 2003. május 17.   |                  |
| (1)              |                      | Orbán Viktor (1963–)                                              | 2003. május 17.      | 2005. június 13.  |                  |
| (1)              | 2005. június 13.     | Orbán Viktor (1963–)                                              | 2007. május 15.      |                   |                  |
| (1)              | 2007. május 15.      | Orbán Viktor (1963–)                                              | 2009. június 13.     |                   |                  |
| (1)              | 2009. június 13.     | Orbán Viktor (1963–)                                              | 2011. július 3.      |                   |                  |
| (1)              | 2011. július 3.      | Orbán Viktor (1963–)                                              | 2013. szeptember 28. |                   |                  |
| (1)              | 2013. szeptember 28. | Orbán Viktor (1963–)                                              | 2015. december 15.   |                   |                  |
| (1)              | 2015. december 15.   | Orbán Viktor (1963–)                                              | 2017. november 12.   |                   |                  |
| (1)              | 2017. november 12.   | Orbán Viktor (1963–)                                              | 2019. szeptember 29. |                   |                  |
| (1)              | 2019. szeptember 29. | Orbán Viktor (1963–)                                              | 2021. november 14.   |                   |                  |
| (1)              | 2021. november 14.   | Orbán Viktor (1963–)                                              | 2023. november 18.   |                   |                  |
| (1)              | 2023. november 18.   | Orbán Viktor (1963–)                                              | hivatalban           |                   |                  |

## Választási eredményei

### Országgyűlésiválasztások
| Választás | Szavazatok száma (I. forduló) | Szavazatok aránya (I. forduló) | Szavazatok száma (II. forduló) | Szavazatok aránya (II. forduló) | Mandátumok száma | Mandátumok aránya | Parlamenti szerepe |
| --------- | ----------------------------- | ------------------------------ | ------------------------------ | ------------------------------- | ---------------- | ----------------- | ------------------ |
| 1990-es   | 439 481                       | 8,95%                          | 63 0641                        | 1,85%1                          | 21 / 386         | 5,44%             | ellenzék           |
| 1994-es   | 379 295                       | 7,02%                          | 29 3911                        | 0,69%1                          | 20 / 386         | 5,18%             | ellenzék           |
| 1998-as   | 1 263 522                     | 28,18%                         | 187 609                        | 38,80%                          | 148 / 386        | 38,34%            | kormánypárt        |
| 2002-es2  | 2 306 763                     | 41,07%                         | 2 196 524                      | 49,97%                          | 164 / 386        | 42,49%2           | ellenzék           |
| 2006-os3  | 2 272 979                     | 42,03%                         | 1 511 176                      | 46,65%                          | 141 / 386        | 36,53%3           | ellenzék           |
| 2010-es4  | 2 706 292                     | 52,73%                         | 620 138                        | 53,81%                          | 227 / 386        | 58,80%4           | kormánypárt        |
| 2014-es5  | 2 264 780                     | 45,04%                         | –                              | –                               | 117 / 199        | 58,79%5           | kormánypárt        |
| 2018-as6  | 2 824 647                     | 49,60%                         | –                              | –                               | 117 / 199        | 58,79%6           | kormánypárt        |
| 2022-es7  | 3 060 706                     | 54,13%                         | –                              | –                               | 117 / 199        | 58,79%7           | kormánypárt        |

1: Jelentős számú visszalépés folytán más pártok javára

2: Az MDF és a Fidesz közös listán indult, saját jelöltjeik nem voltak. 164 képviselő Fidesz–MDF, 24 MDF–Fidesz színekben jutott be, összesen 188 (48,71%).

3: A KDNP és a Fidesz közös listán indult, saját jelöltjeik nem voltak. A választás után az eredeti tervektől eltérően önálló, 23 tagú KDNP frakció alakult.

4: A KDNP és a Fidesz közös listán indult, saját jelöltjeik nem voltak. A választás után önálló, 36 tagú KDNP frakció alakult.

5: A KDNP és a Fidesz közös listán indult, saját jelöltjeik nem voltak. A választás után önálló, 16 tagú KDNP frakció alakult.

6: A KDNP és a Fidesz közös listán indult, saját jelöltjeik nem voltak. A választás után önálló, 16 tagú KDNP frakció alakult.

7: A KDNP és a Fidesz közös listán indult, saját jelöltjeik nem voltak. A választás után önálló, 18 tagú KDNP frakció alakult.

### Önkormányzativálasztások
- 1990: 792 képviselő, 33 polgármester
- 1994: önállóan 284, koalícióban 370 mandátum; 30 polgármester
- 1998: közel 2000 képviselő, 189 polgármester
- 2002: 123 polgármester (önálló és közös jelölt együtt)
- 2006: önállóan 82, közös jelöltekkel együtt 237 polgármester; önállóan 984, közös jelöltekkel együtt több mint 3000 képviselő
- 2010: Az összes megyei közgyűlésben többség; 22 megyei jogú város polgármesteri tisztsége (a 23-ból); budapesti közgyűlésben: főpolgármester (Tarlós István), 17 mandátum
- 2014: Az összes megyei közgyűlésben többség; 20 megyei jogú város polgármesteri tisztsége (a 23-ból); budapesti közgyűlésben: főpolgármester (Tarlós István), 17 polgármester, 2 kompenzációs listáról
- 2019: Az összes megyei közgyűlésben többség; 13 megyei jogú város polgármesteri tisztsége (a 23-ból); budapesti közgyűlésben: 7 polgármester, 6 kompenzációs listáról
- 2024: Pest vármegye kivételével az összes vármegyei közgyűlésben többség; 15 megyei jogú város polgármesteri tisztsége (a 25-ből); 8 kerületi polgármesteri tisztség Budapesten (a 23-ból); budapesti közgyűlésben: 10 mandátum (a 32-ből)

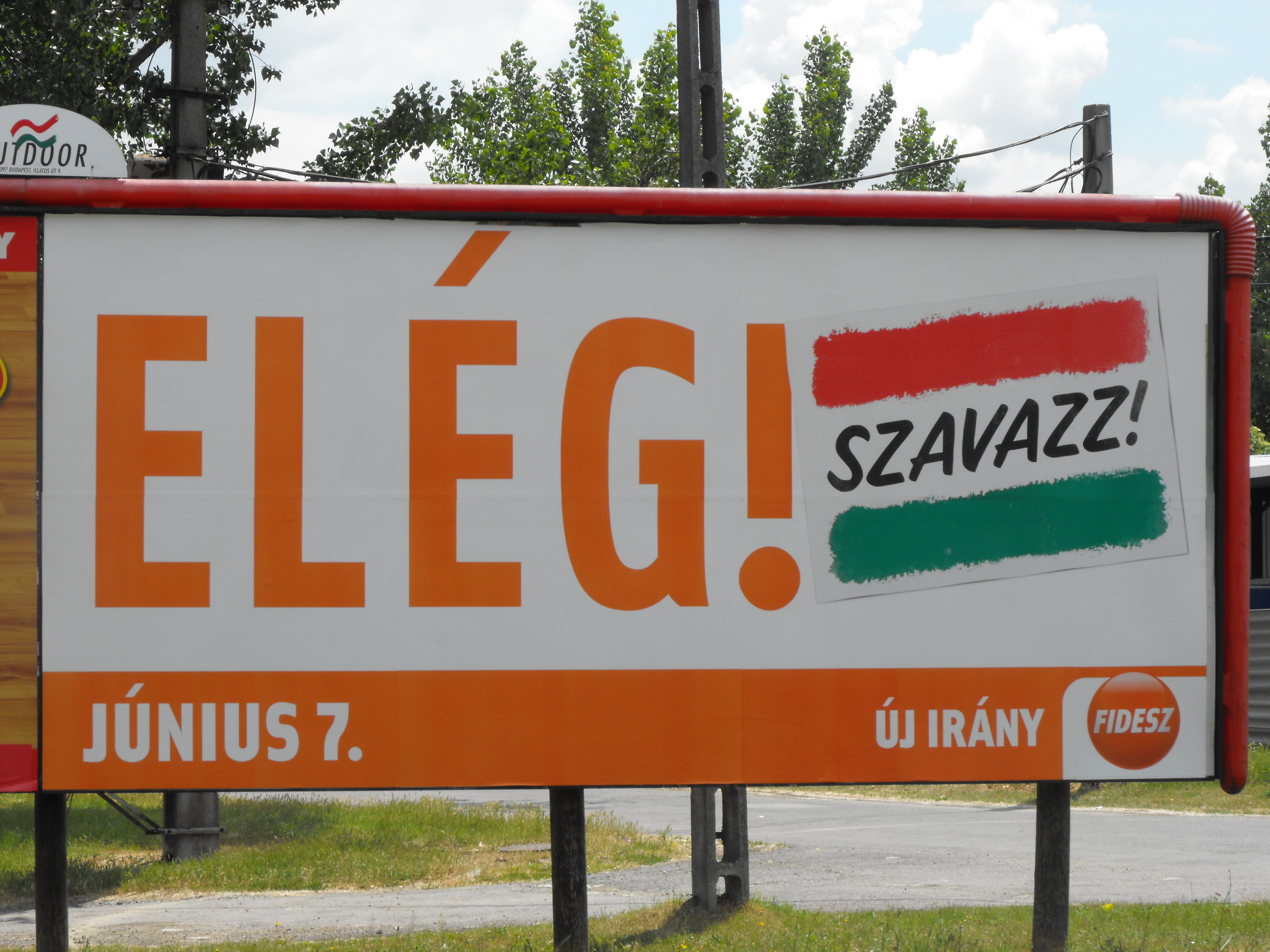
A párt plakátja a 2009-es európai parlamenti választásra Makón

### Európai parlamentiválasztások
| Választás | Szavazatok száma | Szavazatok aránya | Mandátumok száma | +/- | Európai parlamenti csoport                             | Európai párt                                           |
| --------- | ---------------- | ----------------- | ---------------- | --- | ------------------------------------------------------ | ------------------------------------------------------ |
| 2004-es   | 1 457 750        | 47,40%            | 12 / 24          | 12  | Európai Néppárt (EPP)                                  | Európai Néppárt (EPP)                                  |
| 2009-es1  | 1 632 309        | 56,36%            | 13 / 22          | 1   | Európai Néppárt (EPP)                                  | Európai Néppárt (EPP)                                  |
| 2014-es1  | 1 193 991        | 51,48%            | 11 / 21          | 2   | Európai Néppárt (EPP)                                  | Európai Néppárt (EPP)                                  |
| 2019-es1  | 1 824 220        | 52,56%            | 12 / 21          | 1   | Európai Néppárt (EPP) (2021-ig) Függetlenek (2021-től) | Európai Néppárt (EPP) (2021-ig) Függetlenek (2021-től) |
| 2024-es1  | 2 048 211        | 44,82%            | 10 / 21          | 2   | Patrióták Európáért (PfE)                              | Függetlenek                                            |

1 - A KDNP-vel közös listán

## Kritikák
A Fidesz vezette kormányt az állam foglyul ejtésével, a demokrácia leépítésével, a média-és sajtószabadság súlyos korlátozásával, a bíróságok függetlenségének aláásásával, a független és nem kormányzati intézmények elnyomásával és politizálásával, választási manipulációval, a kritikus újságírók után kémkedéssel  és támadással, a kritikus NGO-k támadásával, továbbá súlyos korrupcióval vádolják. Miközben az eurómilliárdos támogatásokat felvették, a Fidesz és az Orbán-kormány folyamatosan támadja az EU-t, akadályozza annak munkáját és konfliktusban áll azzal.
Az Európai Unióban Magyarország lett az egyetlen ország, amelyet választási autokráciává minősítettek.

### A politikai elhelyezkedéséről
A párt 2010-es hatalomba visszatérése óta a kritikusai szerint a párt fokozatosan a jobboldali alapállásból a „szélsőjobboldal felé tolódott”, amely eltolódást a „szélsőséges bevándorlásellenes kampányai”, a „demokrácia és a jogállamiság fokozatos lebontása”, a nacionalista, rasszista politika és beszédek, a gyűlöletkampányok  jellemeznek.
Már a 2014-es, Tusványoson kifejtett „illiberális demokrácia” megvalósítása felé tett irány miatt többen szélsőjobboldalinak tartották.

### A gazdaságpolitikájáról
Gyakori kritika, hogy a párt a cél elérése érdekében jogszabály-módosításokkal átrendezte a tulajdonviszonyokat, amelynek eszközeként a pártközeli gazdasági érdekcsoport számára testreszabott törvényeket fogadtak el, és célzott támogatásokat nyújtottak az Orbán-kormányhoz közelálló üzleti körök számára. Egyes esetekben szektorális különadókat (például: reklámadó) vezettek be azért, hogy a fideszes üzleti és politikai csoportok számára versenyelőnyt nyújtsanak. Az angol nyelvű szakirodalom ezt a nepotista jelenséget „crony capitalism” névvel illeti, melynek lényege, hogy az állam, a szabályozói hatalmával visszaélve, mások tulajdonát nem közérdekből, hanem magánszemélyek javára korlátozza vagy kisajátítja és a barátai kezére játssza. Magyarul ezt haveri kapitalizmusnak nevezik.
Az ellenzék jellemzően az alább felsorolt intézkedéseket nevezi mutyinak (korrupció):
- Trafikok bérbeadása (a dohányárusítás állami koncessziókhoz kötése, és a koncessziók politikai szempontok szerinti irányított kiosztása)[65][66]
- Állami földek haszonbérletbe adása, majd eladása (az EU-s támogatások minden hozzáadott munka nélkül a bérleti díjat jelentősen meghaladó bevételeket biztosítanak, különösen a nagy területtel rendelkezők számára)[67]
- Irányított közbeszerzések rendszere (a közbeszerzési pályázatoknak az előre kiszemelt cégre testre szabottan történő kiírása, illetve más pályázók menet közbeni kizárása)[68]
- "Nemzeti" bankhálózat kialakítása (a külföldi tulajdonú bankok fokozatos kiszorítása)[69]
- A szerencsejáték piac átrendezése (a Fidesz által betiltott kaszinók, játékgépek baráti kezekben való újraengedélyezése, az online szerencsejáték-piac átjátszása Andy Vajna kormánybiztosnak)[70]
- Hazai élelmiszerláncok diszkriminatív támogatása (külföldi láncok kiszorítása, a CBA helyzetbe hozása)[71][72]
- A gázüzlet hasznának lefölözése (Offshore hátterű cég közbeiktatásával a milliárdos haszon lefölözése)[73][74]
- Letelepedési államkötvényeken szerzett hasznok (a kötvényt értékesítő cégek egyetlen szerepe a 30%-os haszonkulcs szerinti nyereség)[75]
- Közvilágítási tenderek személyre szabása (egyetlen cégre szabott közbeszerzési pályázat)[76]
- A TAO-pénzek becsatornázása a Fidesz-közeli támogatható szervezetekhez[77]

Miközben Orbán évek óta az EU-t politikai ellenségnek állítja be  és azt támadja, közben Donald Trumpnak udvarol (és ő neki), a Trump által megindított globális vám- és kereskedelmi háború Magyarországnak is komoly károkat okoz.

### Korrupció
Magyarország a 2020-as évekre az Európai Unió legkorruptabb országa lett. A 2020-as brüsszeli jogállamisági jelentés kiemelte az országban problémás korrupciót és azt, hogy a politikailag magas rangú személyek által elkövetett korrupciós ügyeket nagyon ritkán vonnak büntetőeljárás alá. Ha történik fellépés, akkor az csak az alacsonyabb rendű közszolgálati tisztviselőket érinti vagy alacsonyabb fokon álló országgyűlési képviselőket.
Az Európai Parlament 2022-es tavaszi ülésén úgy határoztak, hogy erőteljesebben kell védeni az uniós támogatásokat, ahol Orbánt név szerint is megemlítették, aki „újraosztja a vagyont belső köre” számára. 